# Sei tu la mia città
Sei tu la mia città è un singolo del gruppo musicale italiano Negramaro, il primo estratto dal loro sesto album in studio La rivoluzione sta arrivando, pubblicato il 24 aprile 2015.

## La canzone
Pubblicato a sorpresa senza alcun preannuncio dalla band, Sei tu la mia città ha raggiunto dopo poche ore il primo posto dei brani più scaricati su iTunes Italia.
È stato inoltre utilizzato come colonna sonora della pubblicità della Giulietta e della MiTo della Alfa Romeo nella primavera 2015.

## Video musicale
Il video ufficiale del brano, pubblicato il 4 maggio 2015 e diretto dal giovane regista Gabriele Surdo (già collaboratore dei Negramaro per il video di Sole), mostra immagini dentro e fuori dallo studio di registrazione della band nella loro città.

## Tracce
Testi e musiche di Giuliano Sangiorgi.
Download digitale
1. Sei tu la mia città – 4:15

Download digitale – remix
1. Sei tu la mia città (Benny Benassi Remix) – 4:38

## Formazione
- Giuliano Sangiorgi – voce, chitarra elettrica, chitarra acustica
- Emanuele Spedicato – chitarra elettrica
- Ermanno Carlà – basso
- Danilo Tasco – batteria, percussioni
- Andrea Mariano – tastiera, sintetizzatore, salterio, omnichord
- Andrea De Rocco – campionatore

## Classifiche
| Classifica (2015) | Posizione massima |
| ----------------- | ----------------- |
| Italia            | 26                |
| Italia (airplay)  | 1                 |